# 日本水马齿
日本水马齿（学名：Callitriche japonica）为水马齿科水马齿属下的一个种。